# Deutsche Servicegesellschaft für Finanzdienstleister
Die Deutsche Servicegesellschaft für Finanzdienstleister mbH (kurz DSGF) ist Mitglied der Sparkassen-Finanzgruppe und gehört mit seinen 1.900 Mitarbeitern zu den Anbietern für Marktfolge-Back-Office-Dienstleistungen in Deutschland. Der Sitz des Unternehmens befindet sich in Köln. Die DSGF gehört zu den Finanzplatzakteuren der Region Finanzplatz Düsseldorf Rheinland.

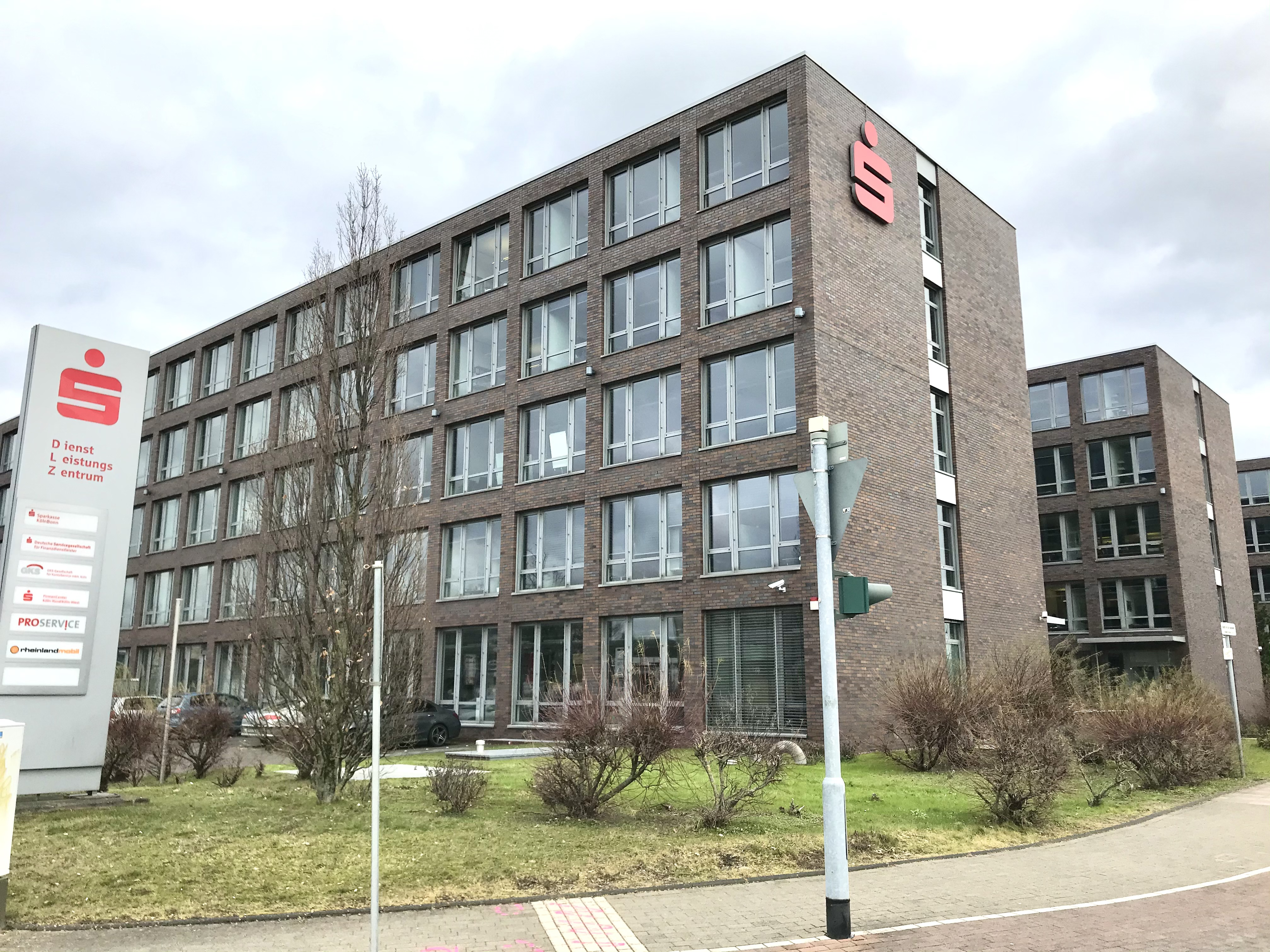
Hauptverwaltung DSGF in Köln

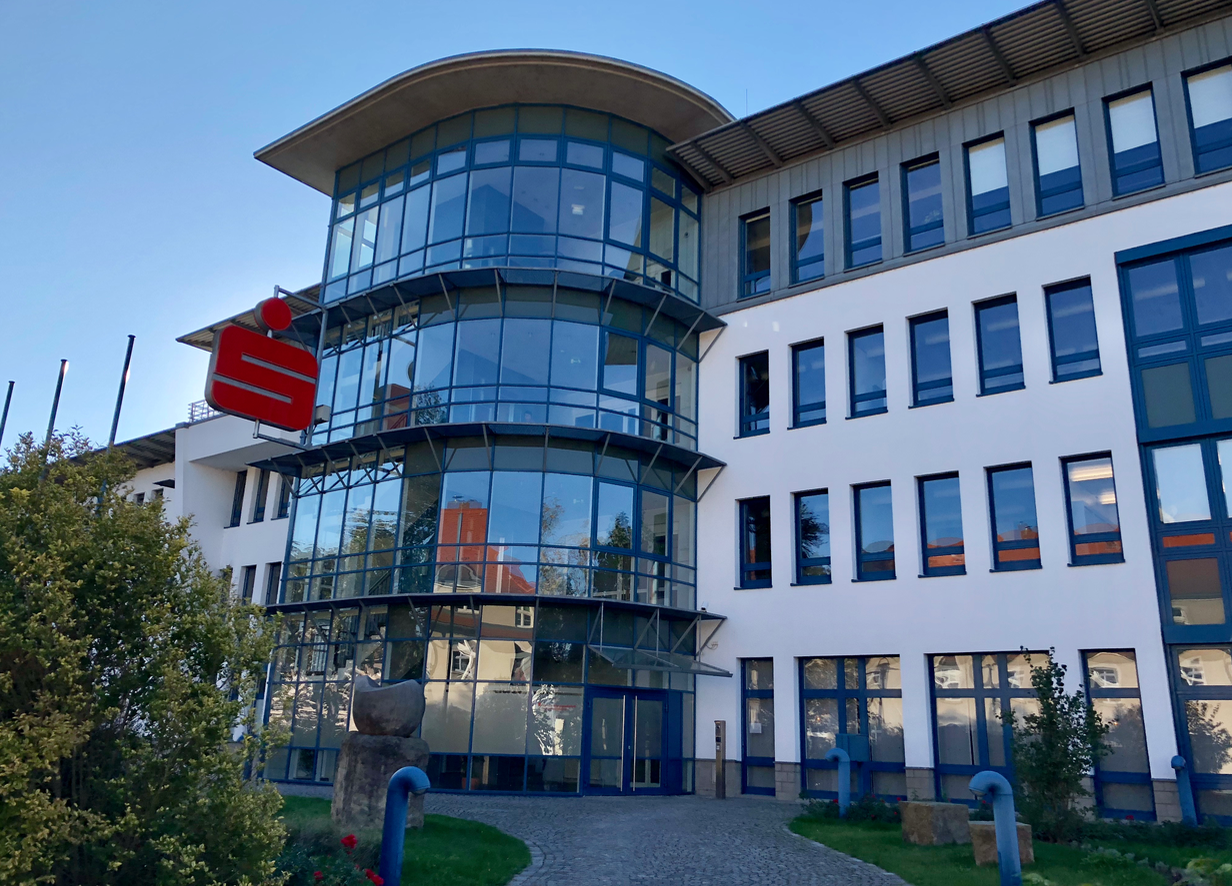
DSGF Standort Pirna

Neben Sparkassen, Genossenschaftsbanken zählen auch Groß- und Privatbanken zu den fast 400 Mandanten der DSGF.

## Leistungen

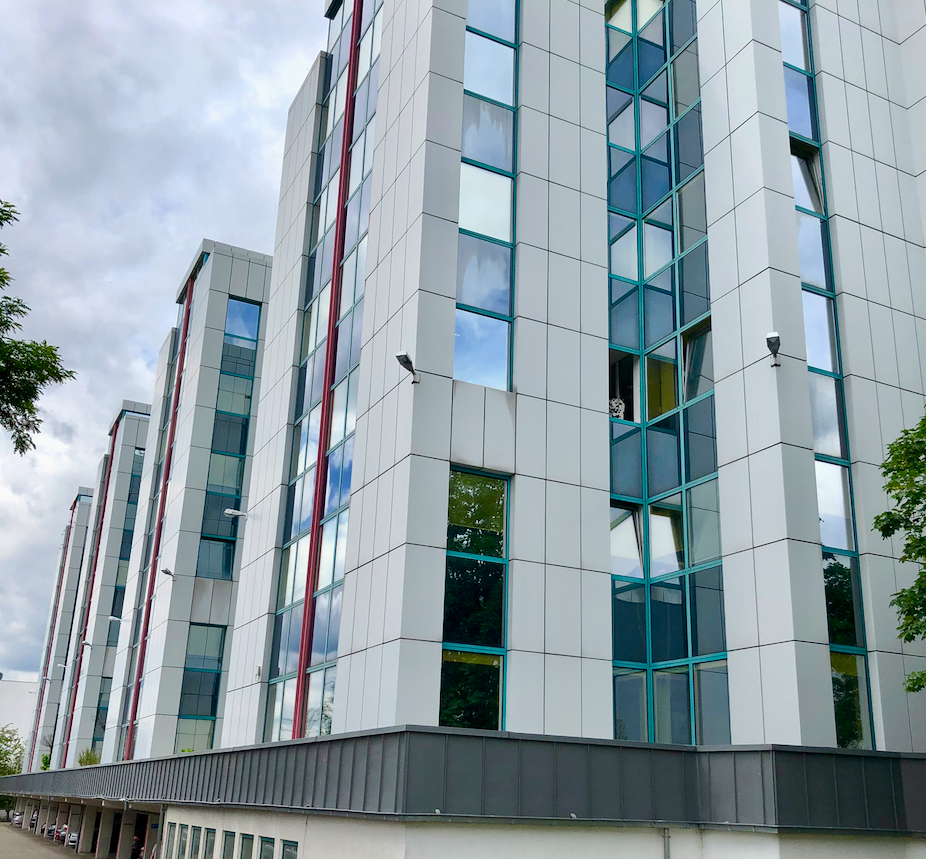
DSGF Standort Kriftel

Die DSGF bietet ihren Mandanten, sich komplett auf ihr Kerngeschäft, dem Vertriebsgeschäft, zu konzentrieren und übernimmt verschiedene Dienstleistungen aus dem Backoffice:
- Marktfolge Aktiv
- Marktfolge Passiv
- Digitalisierung
- Auslandsgeschäft
- Beleghafte €-Zahlungsverkehr
- Kooperation mit Dritten (dwpbank, SIZ)
- Sonstige Dienstleistungen
- DSGF.PersonalDSGF.regio Standort Bremerhaven
- DSGF.regio

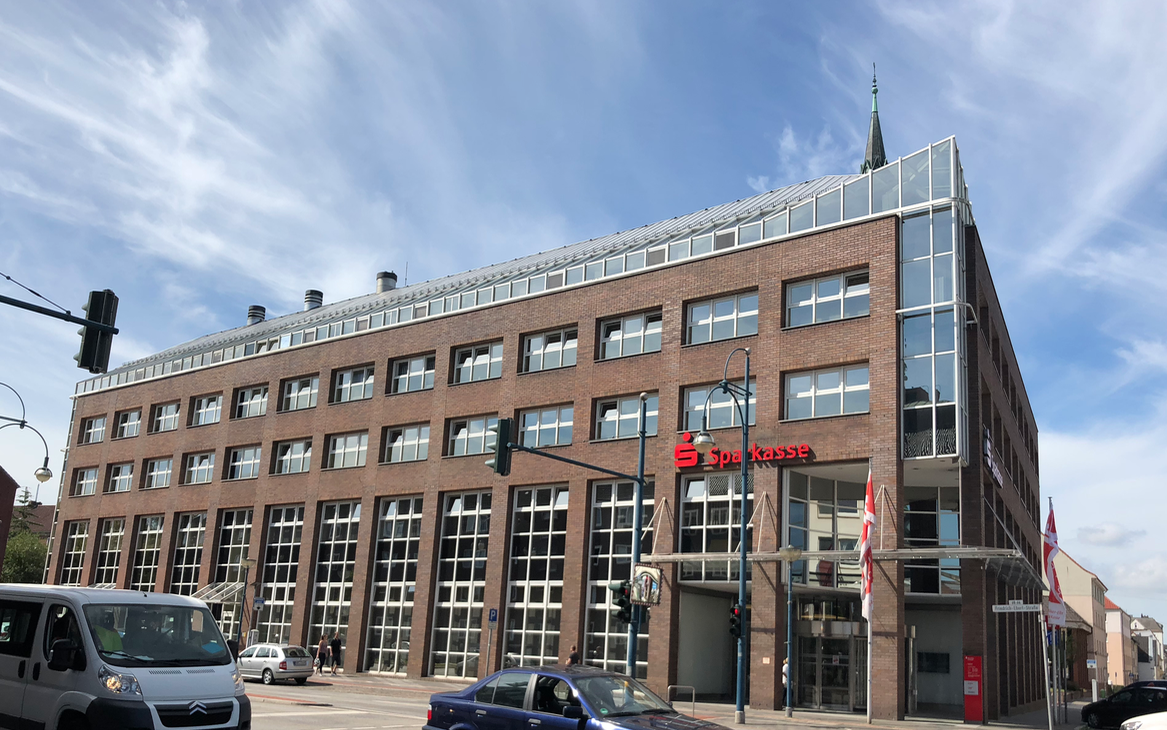
DSGF.regio Standort Bremerhaven

- BdZ (Betriebsstrategie der Zukunft)

Seit 2013 vernetzt die DSGF alle bundesweiten Standorte und Beteiligungen miteinander zu einer virtuellen Fabrik. Dadurch wird eine zentrale Steuerung ermöglicht sowie die Einbindung und die Nutzung der Mitarbeiter-Ressourcen standortübergreifend.

## Unternehmensentwicklung

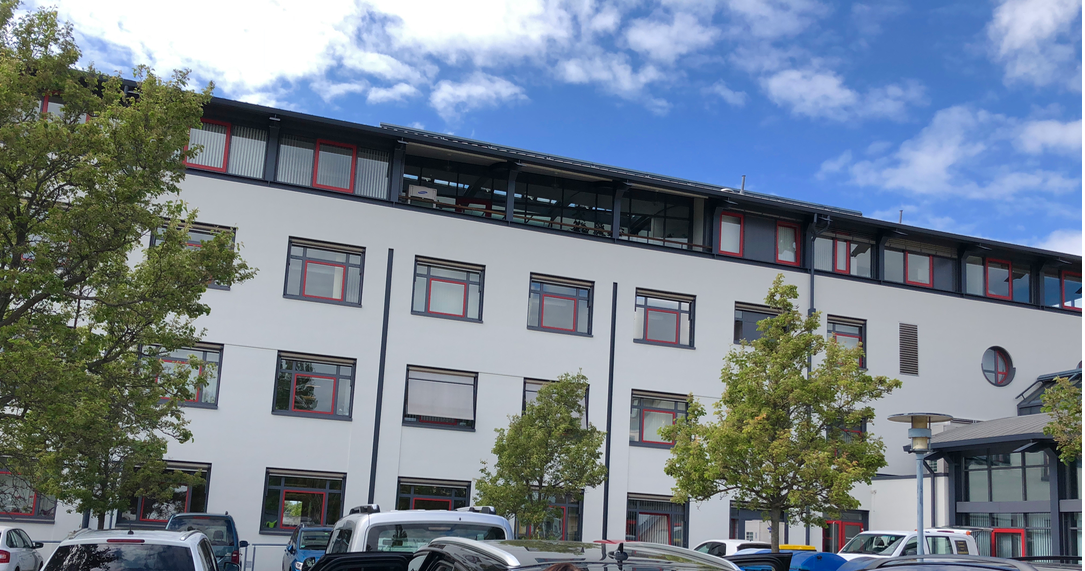
DSGF.regio Standort Merseburg

Am 1. Januar 2006 wurde die DSGF aus der Kölner Sparkassen-Service-Gesellschaft mbH und der DS Dresdner Sparkassenservice GmbH gegründet. Im Jahr 2007 schloss sich die DSGF mit der Nürnberger SZB ServiceZentrum Bayern GmbH & Co.KG zusammen. 2012 folgten Fusionen mit der Hamburger ZVS Zahlungsverkehrs- und Transaktionsservice GmbH und der STG Transaktionsgesellschaft Ost mbH in Pirna. Die Konsolidierung erfolgte 2015 weiter mit der DSGF Bayern (ehem. transactio, Nürnberg) und der STZ Halle (ehem. Tochter der Saalesparkasse). Die letzten Fusionen erfolgten 2017 mit der Dortmunder DSGF Westfalen (ehem. Sparkassendienste Westfalen GmbH) und der Darmstädter Sparkassen-Marktservice GmbH.

## Standorte
Die DSGF hat bundesweit 19 Standorte: Augsburg, Bremerhaven, Bendorf, Dortmund, Grafenau, Hamburg, Kassel, Köln, Korschenbroich, Kriftel, Landshut, Ludwigshafen, Magdeburg, Merseburg, München, Nürnberg, Pirna, Schleswig und Velbert.

## DSGF.regio
Im DSGF.regio-Modell werden die betroffenen Backoffice-Mitarbeiter innerhalb der Sparkasse getrennt und komplett (einschließlich der Steuerung und Prozesshoheit) an die DSGF in Form einer Personalgestellung übertragen. Am Standort der jeweiligen Sparkasse werden Räumlichkeiten durch die DSGF übernommen, für die Gründung eines neuen DSGF.regio-Standortes. Die Mitarbeiter verbleiben somit am bisherigen Sparkassen-Standort.
Inzwischen gibt es bundesweit zehn DSGF.regio Standorte:
DSGF.regio München
Zum November 2016 lagerte die Stadtsparkasse München 100 Mitarbeiter der Marktfolge Passiv in die DSGF aus.
DSGF.regio Velbert
Im Mai 2017 lagerte die Sparkasse Hilden Ratingen Velbert ihre Einheit der Marktfolge Passiv in die DSGF aus.
DSGF.regio Augsburg
Im Oktober 2017 übernahm die DSGF 53 Mitarbeiter aus der Marktfolge Passiv, Wertpapier und Dienstleistungen und im März 2018 Mitarbeiter aus der Marktfolge Aktiv der Stadtsparkasse Augsburg und den gründete den Regio-Standort Augsburg.
DSGF.regio Nürnberg
Im Mai 2018 lagerte die Sparkasse Mittelfranken-Süd die Einheit der Marktfolge Passiv in die DSGF. Anfang 2019 erfolgte der zweite Schritt mit der Übertragung der Marktfolge Aktiv. Der Regio-Standort hat 70 Mitarbeiter.
DSGF.regio Bremerhaven
August 2018 kam der fünfte Regio-Standort der DSGF durch die Kooperation mit der Weser-Elbe-Sparkasse. 59 Mitarbeiter aus der Marktfolge Passiv, Auslandsgeschäft und Drittpfändung folgten in die DSGF.
DSGF.regio Schleswig
Im September 2018 wurde der nördlichste DSGF-regio-Standort gegründet. Die Nord-Ostsee-Sparkasse lagert 126 Mitarbeiter aus Marktfolge Aktiv und Marktfolge Passiv in die DSGF aus.
DSGF.regio Merseburg
Anfang Mai 2019 kamen 46 Beschäftigte der Saalesparkasse aus den Bereichen Marktfolge Passiv und Drittpfändung.
DSGF.regio Ludwigshafen
Im Juli 2020 wurden 112 Mitarbeiter der Sparkasse Vorderpfalz aus den Bereichen Marktfolge Aktiv, Marktfolge Passiv und Digitalisierung gegründet.
DSGF.regio Korschenbroich
Im Dezember 2022 sind 93 Mitarbeiter und mehr als 500 Prozesse aus den Bereichen Marktfolge Aktiv, Marktfolge Passiv, dem In- und Auslandszahlungsverkehr sowie der Digitalisierung von der Sparkasse Neuss dazu gekommen.
DSGF.regio Magdeburg
Zum 1. Juni 2023 sind 59 Mitarbeiter der Sparkasse Magdeburg und Prozesse aus den Bereichen Marktfolge Aktiv, Marktfolge Passiv sowie Digitalisierung an die DSGF übertragen worden.